# Elisabeth van Frankrijk (1764-1794)

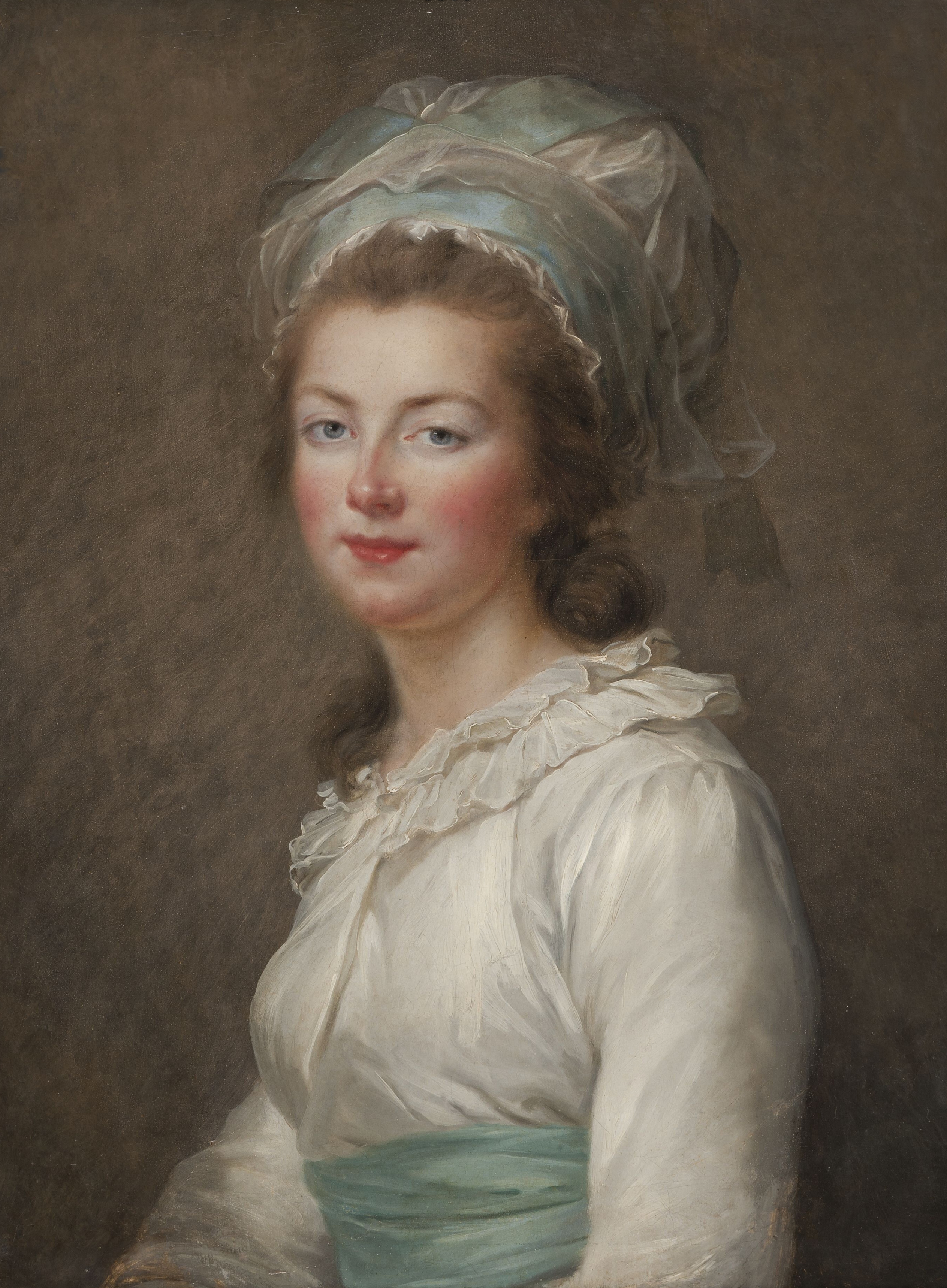
Prinses Elisabeth van Frankrijk, een portret van Élisabeth Vigée-Le Brun

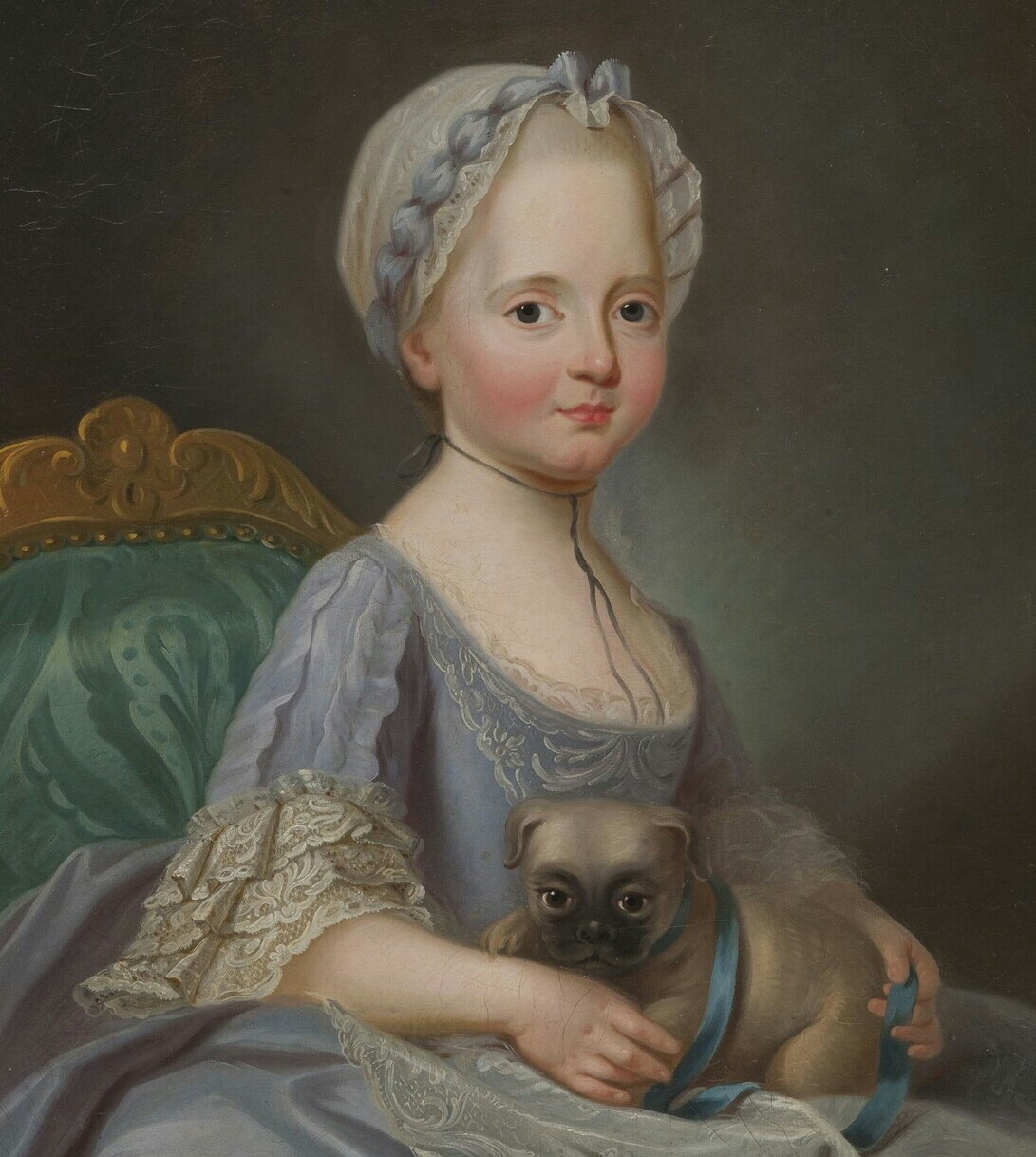
Elisabeth als kind, door Joseph Ducreux

Elisabeth Philippine Marie Hélène van Bourbon (Versailles, 3 mei 1764 — Parijs, 10 mei 1794), prinses van Frankrijk, was de zus van de Franse koningen Lodewijk XVI, Lodewijk XVIII en Karel X. Ze werd ook wel Madame Elisabeth genoemd. Ze wordt door de Rooms-Katholieke Kerk beschouwd als een martelaar en wordt vereerd als een dienaar van God.

## Jeugd
Prinses Elisabeth werd in 1764 geboren als de jongste dochter van dauphin Lodewijk van Frankrijk en dauphine Maria Josepha, dochter van koning August III van Polen. Ze was de kleindochter van koning Lodewijk XV. Elisabeth had drie oudere broers, de latere koningen Lodewijk XVI, Lodewijk XVIII en Karel X, en één zuster, de latere koningin Clothilde van Sardinië. Ze verloor haar vader al toen ze één jaar oud was en twee jaar later volgde haar moeder. Het driejarige weesmeisje werd toevertrouwd aan de Gravin van Marsan, die al de gouvernante was van haar zus Clothilde, die bijna vijf jaar ouder was dan Elisabeth. Als klein meisje was Elisabeth al een dwingeland, die om het minste of geringste boos kon worden op haar gouvernantes. Ook kon ze nogal jaloers reageren op haar oudere zus. De relatie tussen de twee zussen verbeterde echter, toen Elisabeth een tijdje ziek was. Clothilde had de zorg op zich genomen en haar jongere zusje dingen als het alfabet geleerd.
Later kreeg Elisabeth Madame Mackau, de echtgenote van een oud-minister, aangewezen als verzorgster. Madame Mackau kon een stuk beter omgaan met het temperament van Elisabeth en veranderde het eigenzinnige en trotse prinsesje in een slim en religieus meisje met een goed karakter. Ze stond bekend om haar vriendelijkheid en vroomheid.

## Franse Revolutie
Tijdens haar jeugd was Elisabeth erg gehecht geraakt aan haar broer Karel. Ze weigerde dan ook om te trouwen in de hoop dat ze bij hem kon blijven. In tegenstelling tot Karel weigerde ze het land te verlaten, toen de revolutionaire onrust in Frankrijk duidelijke vormen aan begon te nemen. In plaats daarvan bleef zij bij haar familie in Versailles. Ze nam tijdens de Revolutie deel aan de mislukte vluchtpoging van haar broer Lodewijk XVI en schoonzus Marie Antoinette. Ze werden herkend en gearresteerd in Varennes en teruggebracht naar Parijs.
Samen met de koninklijke familie werd Elisabeth gevangengezet in Tour du Temple te Parijs. Na de executie van de koning op 21 januari 1793 en de verplaatsing van haar neefje, de dauphin, was Elisabeth alleen met haar schoonzus Marie Antoinette en haar nichtje Marie Thérèse Charlotte. De koningin werd op 2 augustus 1793 naar de Conciergerie overgebracht en op 16 oktober geëxecuteerd. De laatste brief van Marie Antoinette was geadresseerd aan Elisabeth, maar is nooit aangekomen. De brief werd jaren later in de paperassen van Robespierre teruggevonden. In dit document vroeg zij haar kinderen de dood van hun vader en moeder niet te wreken.

## Executie
Op 9 mei 1794 werd Elisabeth ook naar de Conciergerie overgebracht en werd ze berecht voor het Revolutionair tribunaal. Ze werd o.a. beschuldigd van het helpen van de koning tijdens zijn vlucht, het financieel steunen van adellijke vluchtelingen en bovendien het mishandelen van haar neefje, de dauphin. De laatste aanklacht, die aan de dauphin was onttrokken tijdens folteringen, zorgde alleen maar voor sympathie voor Elisabeth onder het volk. Desondanks werd Elisabeth ter dood veroordeeld.
De volgende dag werd Elisabeth, die een paar dagen eerder dertig was geworden, met een aantal andere veroordeelden naar het schavot geleid. Ze werd als laatste geëxecuteerd en zag dus hoe al haar lotgenoten onder de guillotine stierven. Elisabeth werd, net als veel andere slachtoffers van de guillotine, waarschijnlijk, "begraven" op de Cimetière des Errancis in Parijs. Na de Revolutie werden de stoffelijke resten uit deze begraafplaats verplaatst naar de Catacomben van Parijs.

## Oorzaak van zaligverklaring en heiligverklaring
Op 1953 erkende paus Pius XII bij decreet het heroïsche karakter van haar deugden, simpelweg vanwege haar martelaarschap. De prinses werd tot dienaar van God verklaard en de zaak van de zaligverklaring werd officieel gepresenteerd op 23 december 1953 door kardinaal Maurice Feltin, aartsbisschop van Parijs. In 2016 heractiveerde kardinaal André Vingt-Trois, aartsbisschop van Parijs, de zaak van haar zaligverklaring. Pater Xavier Snoëk, pastoor van de parochie van Sainte-Élisabeth-de-Hongarije, werd aangesteld als postulator van de zaak (kerk gelegen in de oude tempelwijk waar de prinses gevangen zat), en in mei 2017 erkende hij de vereniging van de trouwe initiatiefnemers van hun zaak. Op 15 november 2017 hoopte kardinaal Vingt-Trois, na overleg met de Franse Bisschoppenconferentie en de nihil obstat van de Congregatie voor de Heiligenzaken in Rome, dat het proces zal leiden tot de heiligverklaring van Madame Elisabeth, de zus van Louis XVI.
Er zijn verschillende boeken over haar leven geschreven.

## Kwartierstaat (voorouders)
| Lodewijk van Frankrijk (1682-1712) | Lodewijk van Frankrijk (1682-1712) | Lodewijk van Frankrijk (1682-1712) | Lodewijk van Frankrijk (1682-1712) | Lodewijk van Frankrijk (1682-1712)    | Lodewijk van Frankrijk (1682-1712)    | Maria Adelheid van Savoye (1685-1712) | Maria Adelheid van Savoye (1685-1712) | Maria Adelheid van Savoye (1685-1712)  | Maria Adelheid van Savoye (1685-1712)  | Maria Adelheid van Savoye (1685-1712)  | Maria Adelheid van Savoye (1685-1712)  |                                        |                                        | Stanislaus Leszczyński (1677-1766) | Stanislaus Leszczyński (1677-1766) | Stanislaus Leszczyński (1677-1766)       | Stanislaus Leszczyński (1677-1766)       | Stanislaus Leszczyński (1677-1766)       | Stanislaus Leszczyński (1677-1766)       | Catharina Opalińska (1680-1747)          | Catharina Opalińska (1680-1747)          | Catharina Opalińska (1680-1747) | Catharina Opalińska (1680-1747) | Catharina Opalińska (1680-1747)   | Catharina Opalińska (1680-1747)   |                                   |                                   | August II van Polen (1670-1733)   | August II van Polen (1670-1733)   | August II van Polen (1670-1733) | August II van Polen (1670-1733) | August II van Polen (1670-1733)     | August II van Polen (1670-1733)     | Christiane Eberhardine van Brandenburg-Bayreuth (1671-1727) | Christiane Eberhardine van Brandenburg-Bayreuth (1671-1727) | Christiane Eberhardine van Brandenburg-Bayreuth (1671-1727) | Christiane Eberhardine van Brandenburg-Bayreuth (1671-1727) | Christiane Eberhardine van Brandenburg-Bayreuth (1671-1727) | Christiane Eberhardine van Brandenburg-Bayreuth (1671-1727) |                                      |                                      | Jozef I van Oostenrijk (1678-1711)   | Jozef I van Oostenrijk (1678-1711)   | Jozef I van Oostenrijk (1678-1711)       | Jozef I van Oostenrijk (1678-1711)       | Jozef I van Oostenrijk (1678-1711)       | Jozef I van Oostenrijk (1678-1711)       | Amalia Wilhelmina van Brunswijk-Lüneburg (1673-1742)  | Amalia Wilhelmina van Brunswijk-Lüneburg (1673-1742)  | Amalia Wilhelmina van Brunswijk-Lüneburg (1673-1742)  | Amalia Wilhelmina van Brunswijk-Lüneburg (1673-1742)  | Amalia Wilhelmina van Brunswijk-Lüneburg (1673-1742)  | Amalia Wilhelmina van Brunswijk-Lüneburg (1673-1742)  |  |  |  |  |  |  |  |  |  |  |  |  |  |  |  |  |  |  |  |  |  |  |  |  |  |  |  |  |  |  |  |  |  |  |  |  |  |  |  |  |  |  |  |  |  |  |  |  |
| Lodewijk van Frankrijk (1682-1712) | Lodewijk van Frankrijk (1682-1712) | Lodewijk van Frankrijk (1682-1712) | Lodewijk van Frankrijk (1682-1712) | Lodewijk van Frankrijk (1682-1712)    | Lodewijk van Frankrijk (1682-1712)    | Maria Adelheid van Savoye (1685-1712) | Maria Adelheid van Savoye (1685-1712) | Maria Adelheid van Savoye (1685-1712)  | Maria Adelheid van Savoye (1685-1712)  | Maria Adelheid van Savoye (1685-1712)  | Maria Adelheid van Savoye (1685-1712)  |                                        |                                        | Stanislaus Leszczyński (1677-1766) | Stanislaus Leszczyński (1677-1766) | Stanislaus Leszczyński (1677-1766)       | Stanislaus Leszczyński (1677-1766)       | Stanislaus Leszczyński (1677-1766)       | Stanislaus Leszczyński (1677-1766)       | Catharina Opalińska (1680-1747)          | Catharina Opalińska (1680-1747)          | Catharina Opalińska (1680-1747) | Catharina Opalińska (1680-1747) | Catharina Opalińska (1680-1747)   | Catharina Opalińska (1680-1747)   |                                   |                                   | August II van Polen (1670-1733)   | August II van Polen (1670-1733)   | August II van Polen (1670-1733) | August II van Polen (1670-1733) | August II van Polen (1670-1733)     | August II van Polen (1670-1733)     | Christiane Eberhardine van Brandenburg-Bayreuth (1671-1727) | Christiane Eberhardine van Brandenburg-Bayreuth (1671-1727) | Christiane Eberhardine van Brandenburg-Bayreuth (1671-1727) | Christiane Eberhardine van Brandenburg-Bayreuth (1671-1727) | Christiane Eberhardine van Brandenburg-Bayreuth (1671-1727) | Christiane Eberhardine van Brandenburg-Bayreuth (1671-1727) |                                      |                                      | Jozef I van Oostenrijk (1678-1711)   | Jozef I van Oostenrijk (1678-1711)   | Jozef I van Oostenrijk (1678-1711)       | Jozef I van Oostenrijk (1678-1711)       | Jozef I van Oostenrijk (1678-1711)       | Jozef I van Oostenrijk (1678-1711)       | Amalia Wilhelmina van Brunswijk-Lüneburg (1673-1742)  | Amalia Wilhelmina van Brunswijk-Lüneburg (1673-1742)  | Amalia Wilhelmina van Brunswijk-Lüneburg (1673-1742)  | Amalia Wilhelmina van Brunswijk-Lüneburg (1673-1742)  | Amalia Wilhelmina van Brunswijk-Lüneburg (1673-1742)  | Amalia Wilhelmina van Brunswijk-Lüneburg (1673-1742)  |  |  |  |  |  |  |  |  |  |  |  |  |  |  |  |  |  |  |  |  |  |  |  |  |  |  |  |  |  |  |  |  |  |  |  |  |  |  |  |  |  |  |  |  |  |  |  |  |
|                                    |                                    |                                    |                                    |                                       |                                       |                                       |                                       |                                        |                                        |                                        |                                        |                                        |                                        |                                    |                                    |                                          |                                          |                                          |                                          |                                          |                                          |                                 |                                 |                                   |                                   |                                   |                                   |                                   |                                   |                                 |                                 |                                     |                                     |                                                             |                                                             |                                                             |                                                             |                                                             |                                                             |                                      |                                      |                                      |                                      |                                          |                                          |                                          |                                          |                                                       |                                                       |                                                       |                                                       |                                                       |                                                       |  |  |  |  |  |  |  |  |  |  |  |  |  |  |  |  |  |  |  |  |  |  |  |  |  |  |  |  |  |  |  |  |  |  |  |  |  |  |  |  |  |  |  |  |  |  |  |  |
|                                    |                                    |                                    |                                    | Lodewijk XV van Frankrijk (1710-1774) | Lodewijk XV van Frankrijk (1710-1774) | Lodewijk XV van Frankrijk (1710-1774) | Lodewijk XV van Frankrijk (1710-1774) | Lodewijk XV van Frankrijk (1710-1774)  | Lodewijk XV van Frankrijk (1710-1774)  |                                        |                                        |                                        |                                        |                                    |                                    | Maria Leszczyńska (1703-1768)            | Maria Leszczyńska (1703-1768)            | Maria Leszczyńska (1703-1768)            | Maria Leszczyńska (1703-1768)            | Maria Leszczyńska (1703-1768)            | Maria Leszczyńska (1703-1768)            |                                 |                                 |                                   |                                   |                                   |                                   |                                   |                                   |                                 |                                 | August III van Polen (1696-1763)    | August III van Polen (1696-1763)    | August III van Polen (1696-1763)                            | August III van Polen (1696-1763)                            | August III van Polen (1696-1763)                            | August III van Polen (1696-1763)                            |                                                             |                                                             |                                      |                                      |                                      |                                      | Maria Josepha van Oostenrijk (1699-1757) | Maria Josepha van Oostenrijk (1699-1757) | Maria Josepha van Oostenrijk (1699-1757) | Maria Josepha van Oostenrijk (1699-1757) | Maria Josepha van Oostenrijk (1699-1757)              | Maria Josepha van Oostenrijk (1699-1757)              |                                                       |                                                       |                                                       |                                                       |  |  |  |  |  |  |  |  |  |  |  |  |  |  |  |  |  |  |  |  |  |  |  |  |  |  |  |  |  |  |  |  |  |  |  |  |  |  |  |  |  |  |  |  |  |  |  |  |
|                                    |                                    |                                    |                                    | Lodewijk XV van Frankrijk (1710-1774) | Lodewijk XV van Frankrijk (1710-1774) | Lodewijk XV van Frankrijk (1710-1774) | Lodewijk XV van Frankrijk (1710-1774) | Lodewijk XV van Frankrijk (1710-1774)  | Lodewijk XV van Frankrijk (1710-1774)  |                                        |                                        |                                        |                                        |                                    |                                    | Maria Leszczyńska (1703-1768)            | Maria Leszczyńska (1703-1768)            | Maria Leszczyńska (1703-1768)            | Maria Leszczyńska (1703-1768)            | Maria Leszczyńska (1703-1768)            | Maria Leszczyńska (1703-1768)            |                                 |                                 |                                   |                                   |                                   |                                   |                                   |                                   |                                 |                                 | August III van Polen (1696-1763)    | August III van Polen (1696-1763)    | August III van Polen (1696-1763)                            | August III van Polen (1696-1763)                            | August III van Polen (1696-1763)                            | August III van Polen (1696-1763)                            |                                                             |                                                             |                                      |                                      |                                      |                                      | Maria Josepha van Oostenrijk (1699-1757) | Maria Josepha van Oostenrijk (1699-1757) | Maria Josepha van Oostenrijk (1699-1757) | Maria Josepha van Oostenrijk (1699-1757) | Maria Josepha van Oostenrijk (1699-1757)              | Maria Josepha van Oostenrijk (1699-1757)              |                                                       |                                                       |                                                       |                                                       |  |  |  |  |  |  |  |  |  |  |  |  |  |  |  |  |  |  |  |  |  |  |  |  |  |  |  |  |  |  |  |  |  |  |  |  |  |  |  |  |  |  |  |  |  |  |  |  |
|                                    |                                    |                                    |                                    |                                       |                                       |                                       |                                       |                                        |                                        | Lodewijk van Frankrijk (1729-1765)     | Lodewijk van Frankrijk (1729-1765)     | Lodewijk van Frankrijk (1729-1765)     | Lodewijk van Frankrijk (1729-1765)     | Lodewijk van Frankrijk (1729-1765) | Lodewijk van Frankrijk (1729-1765) |                                          |                                          |                                          |                                          |                                          |                                          |                                 |                                 |                                   |                                   |                                   |                                   |                                   |                                   |                                 |                                 |                                     |                                     |                                                             |                                                             |                                                             |                                                             | Maria Josepha van Saksen (1731-1767)                        | Maria Josepha van Saksen (1731-1767)                        | Maria Josepha van Saksen (1731-1767) | Maria Josepha van Saksen (1731-1767) | Maria Josepha van Saksen (1731-1767) | Maria Josepha van Saksen (1731-1767) |                                          |                                          |                                          |                                          |                                                       |                                                       |                                                       |                                                       |                                                       |                                                       |  |  |  |  |  |  |  |  |  |  |  |  |  |  |  |  |  |  |  |  |  |  |  |  |  |  |  |  |  |  |  |  |  |  |  |  |  |  |  |  |  |  |  |  |  |  |  |  |
|                                    |                                    |                                    |                                    |                                       |                                       |                                       |                                       |                                        |                                        | Lodewijk van Frankrijk (1729-1765)     | Lodewijk van Frankrijk (1729-1765)     | Lodewijk van Frankrijk (1729-1765)     | Lodewijk van Frankrijk (1729-1765)     | Lodewijk van Frankrijk (1729-1765) | Lodewijk van Frankrijk (1729-1765) |                                          |                                          |                                          |                                          |                                          |                                          |                                 |                                 |                                   |                                   |                                   |                                   |                                   |                                   |                                 |                                 |                                     |                                     |                                                             |                                                             |                                                             |                                                             | Maria Josepha van Saksen (1731-1767)                        | Maria Josepha van Saksen (1731-1767)                        | Maria Josepha van Saksen (1731-1767) | Maria Josepha van Saksen (1731-1767) | Maria Josepha van Saksen (1731-1767) | Maria Josepha van Saksen (1731-1767) |                                          |                                          |                                          |                                          |                                                       |                                                       |                                                       |                                                       |                                                       |                                                       |  |  |  |  |  |  |  |  |  |  |  |  |  |  |  |  |  |  |  |  |  |  |  |  |  |  |  |  |  |  |  |  |  |  |  |  |  |  |  |  |  |  |  |  |  |  |  |  |
|                                    |                                    |                                    |                                    |                                       |                                       |                                       |                                       |                                        |                                        |                                        |                                        |                                        |                                        |                                    |                                    |                                          |                                          |                                          |                                          |                                          |                                          |                                 |                                 |                                   |                                   |                                   |                                   |                                   |                                   |                                 |                                 |                                     |                                     |                                                             |                                                             |                                                             |                                                             |                                                             |                                                             |                                      |                                      |                                      |                                      |                                          |                                          |                                          |                                          |                                                       |                                                       |                                                       |                                                       |                                                       |                                                       |  |  |  |  |  |  |  |  |  |  |  |  |  |  |  |  |  |  |  |  |  |  |  |  |  |  |  |  |  |  |  |  |  |  |  |  |  |  |  |  |  |  |  |  |  |  |  |  |
|                                    |                                    |                                    |                                    |                                       |                                       |                                       |                                       |                                        |                                        |                                        |                                        |                                        |                                        |                                    |                                    |                                          |                                          |                                          |                                          |                                          |                                          |                                 |                                 |                                   |                                   |                                   |                                   |                                   |                                   |                                 |                                 |                                     |                                     |                                                             |                                                             |                                                             |                                                             |                                                             |                                                             |                                      |                                      |                                      |                                      |                                          |                                          |                                          |                                          |                                                       |                                                       |                                                       |                                                       |                                                       |                                                       |  |  |  |  |  |  |  |  |  |  |  |  |  |  |  |  |  |  |  |  |  |  |  |  |  |  |  |  |  |  |  |  |  |  |  |  |  |  |  |  |  |  |  |  |  |  |  |  |
| Lodewijk van Frankrijk (1751-1761) | Lodewijk van Frankrijk (1751-1761) | Lodewijk van Frankrijk (1751-1761) | Lodewijk van Frankrijk (1751-1761) | Lodewijk van Frankrijk (1751-1761)    | Lodewijk van Frankrijk (1751-1761)    |                                       |                                       | Lodewijk XVI van Frankrijk (1754-1793) | Lodewijk XVI van Frankrijk (1754-1793) | Lodewijk XVI van Frankrijk (1754-1793) | Lodewijk XVI van Frankrijk (1754-1793) | Lodewijk XVI van Frankrijk (1754-1793) | Lodewijk XVI van Frankrijk (1754-1793) |                                    |                                    | Lodewijk XVIII van Frankrijk (1755-1824) | Lodewijk XVIII van Frankrijk (1755-1824) | Lodewijk XVIII van Frankrijk (1755-1824) | Lodewijk XVIII van Frankrijk (1755-1824) | Lodewijk XVIII van Frankrijk (1755-1824) | Lodewijk XVIII van Frankrijk (1755-1824) |                                 |                                 | Karel X van Frankrijk (1757-1836) | Karel X van Frankrijk (1757-1836) | Karel X van Frankrijk (1757-1836) | Karel X van Frankrijk (1757-1836) | Karel X van Frankrijk (1757-1836) | Karel X van Frankrijk (1757-1836) |                                 |                                 | Clothilde van Frankrijk (1759-1802) | Clothilde van Frankrijk (1759-1802) | Clothilde van Frankrijk (1759-1802)                         | Clothilde van Frankrijk (1759-1802)                         | Clothilde van Frankrijk (1759-1802)                         | Clothilde van Frankrijk (1759-1802)                         |                                                             |                                                             | Elisabeth van Frankrijk (1764-1794)  | Elisabeth van Frankrijk (1764-1794)  | Elisabeth van Frankrijk (1764-1794)  | Elisabeth van Frankrijk (1764-1794)  | Elisabeth van Frankrijk (1764-1794)      | Elisabeth van Frankrijk (1764-1794)      |                                          |                                          | 2 jong overleden meisjes en 1 jong overleden jongetje | 2 jong overleden meisjes en 1 jong overleden jongetje | 2 jong overleden meisjes en 1 jong overleden jongetje | 2 jong overleden meisjes en 1 jong overleden jongetje | 2 jong overleden meisjes en 1 jong overleden jongetje | 2 jong overleden meisjes en 1 jong overleden jongetje |  |  |  |  |  |  |  |  |  |  |  |  |  |  |  |  |  |  |  |  |  |  |  |  |  |  |  |  |  |  |  |  |  |  |  |  |  |  |  |  |  |  |  |  |  |  |  |  |